# Belciug, Teleorman
Belciug este un sat în comuna Necșești din județul Teleorman, Muntenia, România. Se află în partea de nord a județului,  în Câmpia Găvanu-Burdea. La recensământul din 2002 avea o populație de 487 locuitori.
Este strabatut de Râul Câinelui. In sat exista un lac de forma rotunda cu o mica peninsula , pe aceasta aflandu-se un vechi conac boieresc din sec. XIX al unui boier grec (Ghinopol).   